# Nosibe
584(che vuol dire? è riferito a qualcosa?)
Nosibe è una città e comune del Madagascar situata nel distretto di Vohemar, regione di Sava. 
La popolazione del comune rilevata nel censimento 2001 era pari a 9 085 unità.